# Jardin Darcy
Pour les articles homonymes, voir Jardin (homonymie) et Darcy.
Le jardin Darcy ou square Darcy est un jardin public de style néo-Renaissance du XIXe siècle de la place Darcy, au centre-ville de Dijon en Côte-d'Or. Il est dédié à l'hydraulicien Henry Darcy (1803-1858) et inscrit aux monuments historiques depuis 2015,.

## Historique
Le jardin Darcy (le premier jardin public de Dijon) est créé en 1880, en style néo-Renaissance, par l'architecte dijonnais Félix Vionnois, sur le réservoir d'eau d'Henry Darcy, avec de nombreuses variétés d'arbres et de fleurs, terrasses à balustrades, bassins, fontaines, chutes d'eau, statues, 4000 m² de pelouse et de zones de jeux pour les enfants. 

Le jardin Darcy à la Belle Époque.
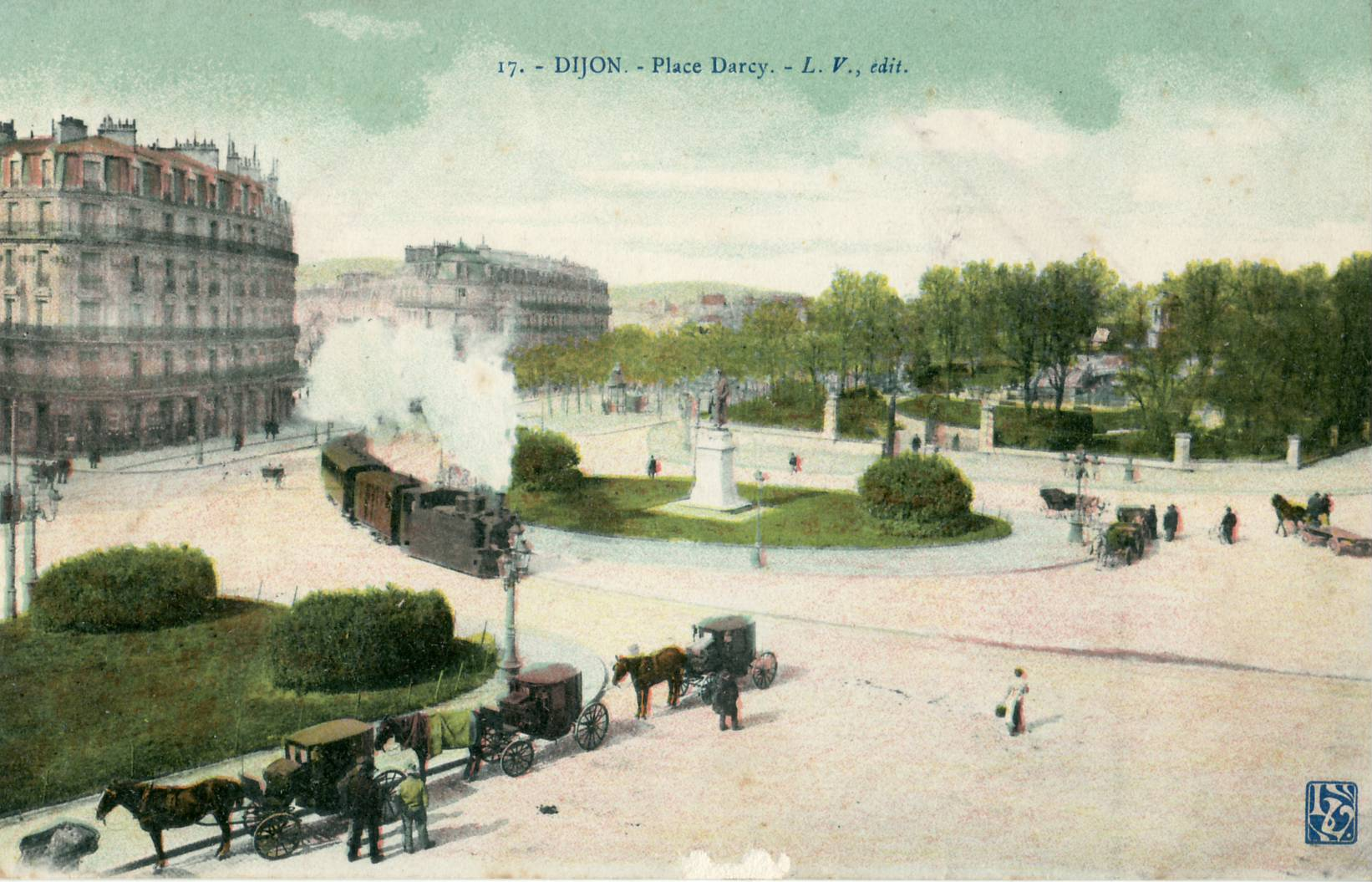
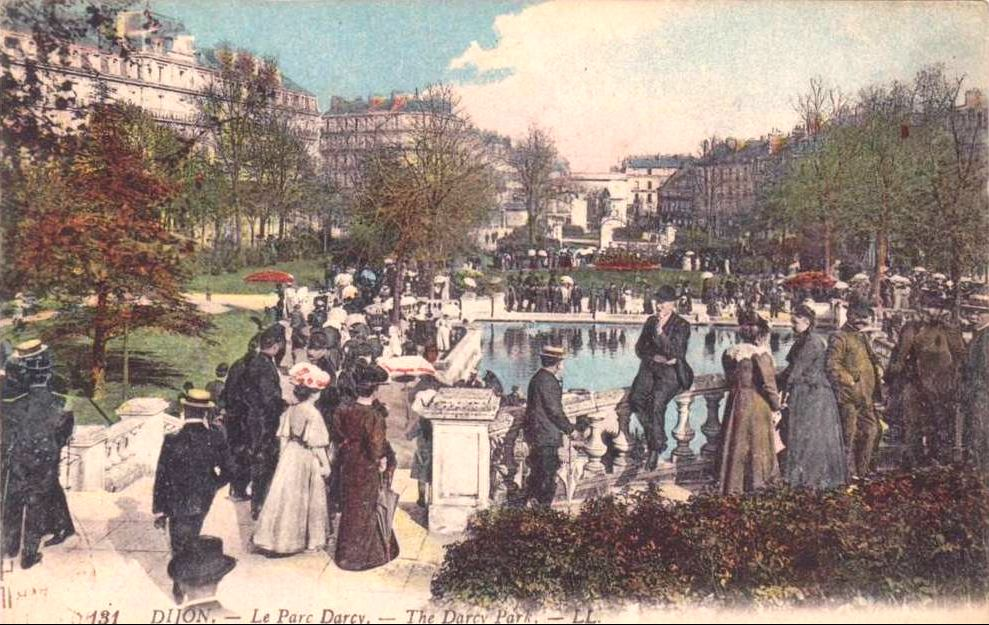

Un monument abritant le buste de Darcy est érigé au centre du parc par l'architecte Emile Sagot avec l'inscription suivante : « Henry Darcy de Dijon, ingénieur en chef du Département a conçu et inauguré l’œuvre avec habileté et désintéressement ; un legs de l’abbé Audra concourut à l’entreprise ; Victor Dumay, Maire de Dijon, l’a secondé de son zèle, sous l’administration éclairée d’Achille Chaper, préfet de la Côte d'Or. »"

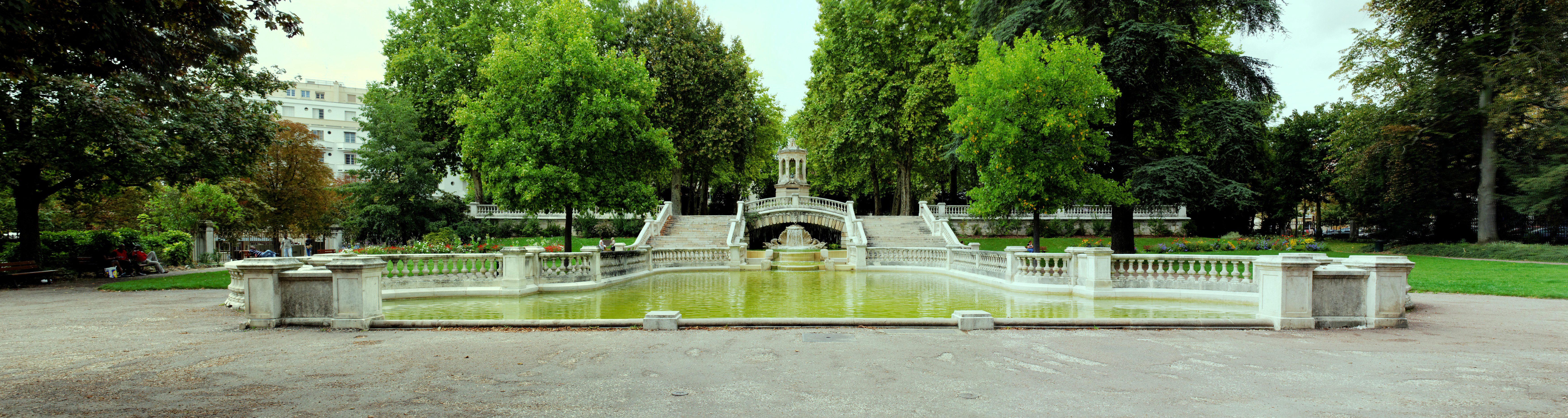

L’ours blanc de l'entrée du parc (un des statues emblématiques de Dijon) est une reproduction de 1937 par Henry Martinet de l’Ours blanc (Pompon) du Musée d'Orsay du sculpteur bourguignon François Pompon (1855-1933). 

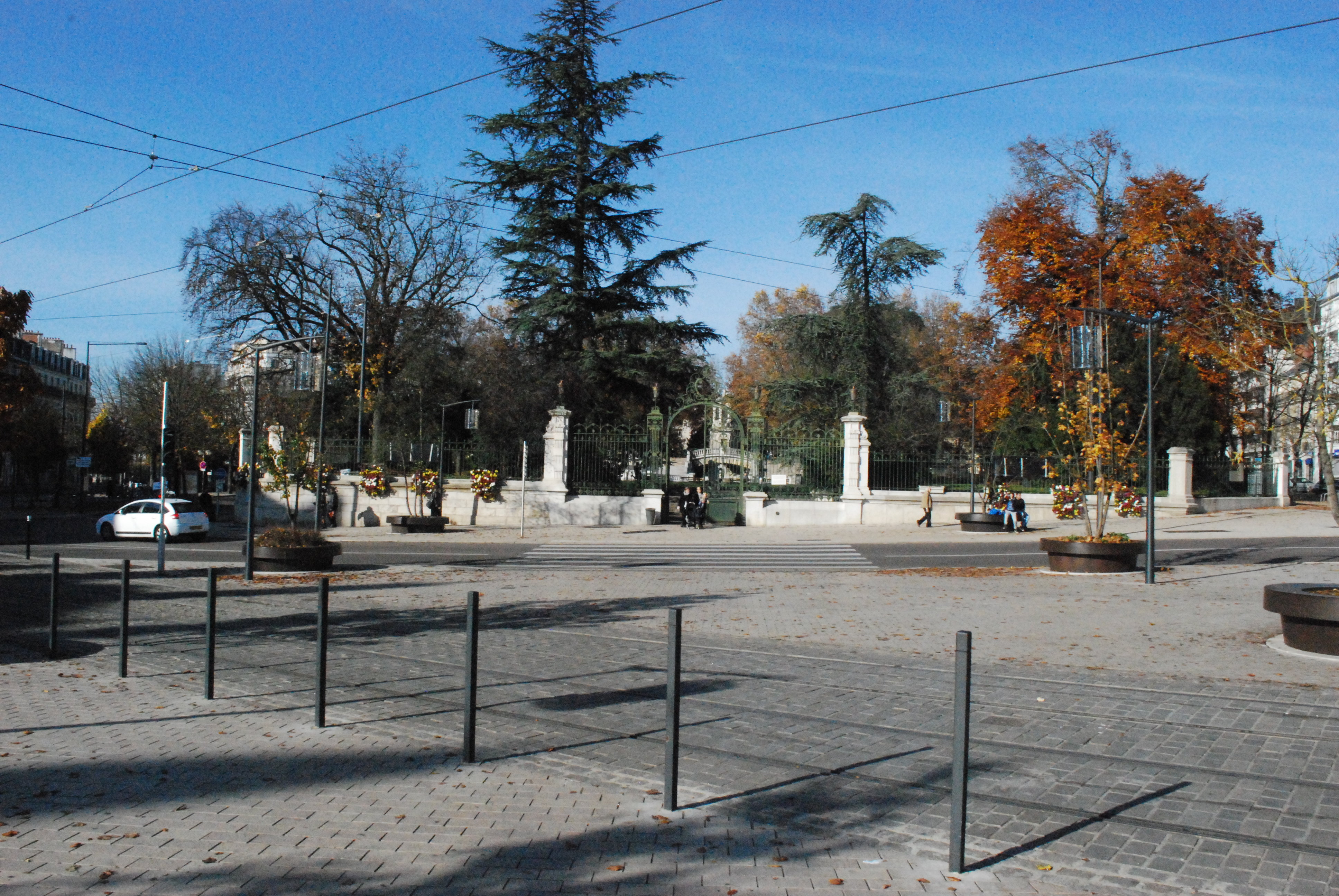
Entrée principale place Darcy.
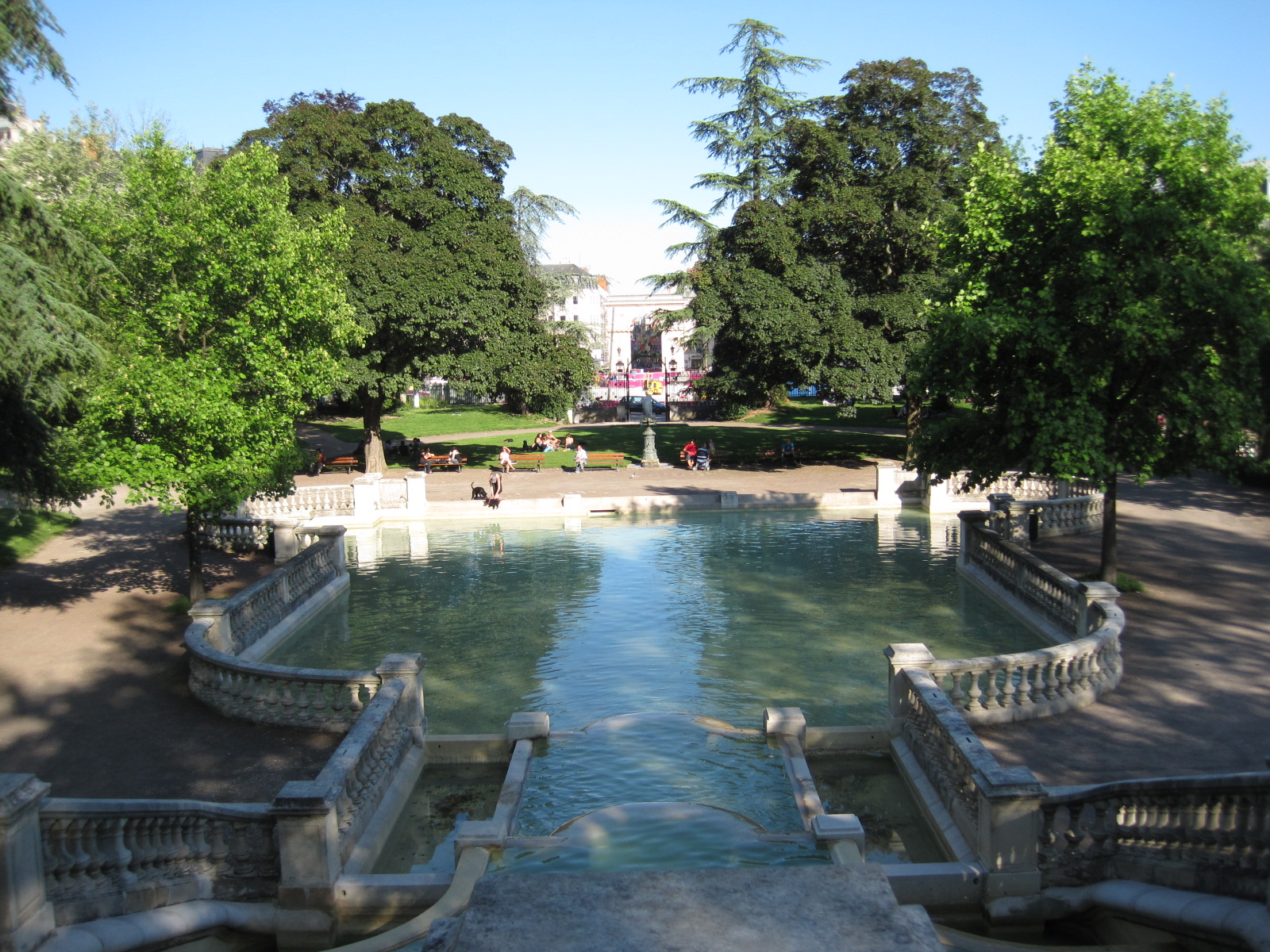
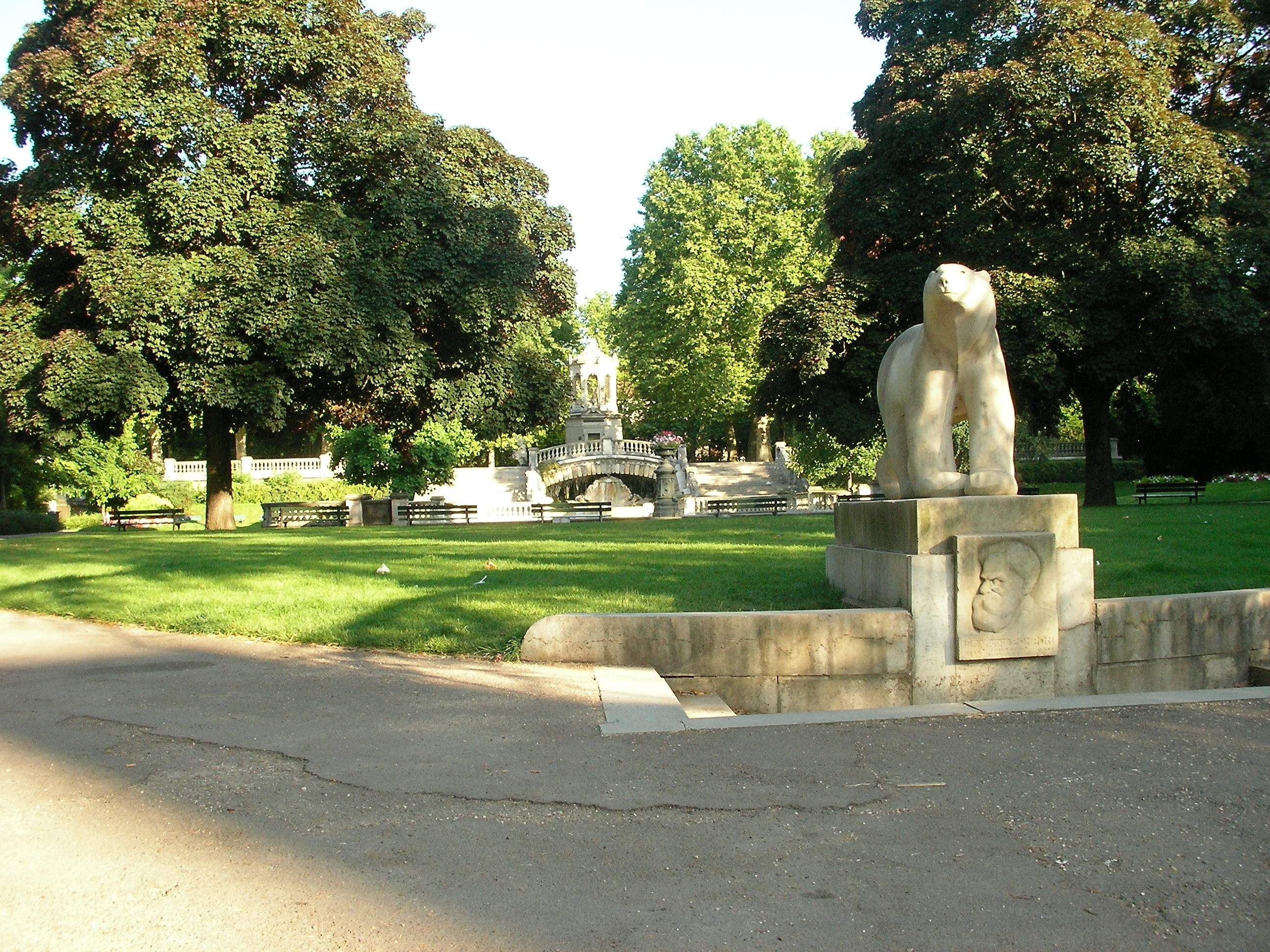

Le jardin est inscrit au titre des monuments historiques par l'arrêté du 2 mars 2015.

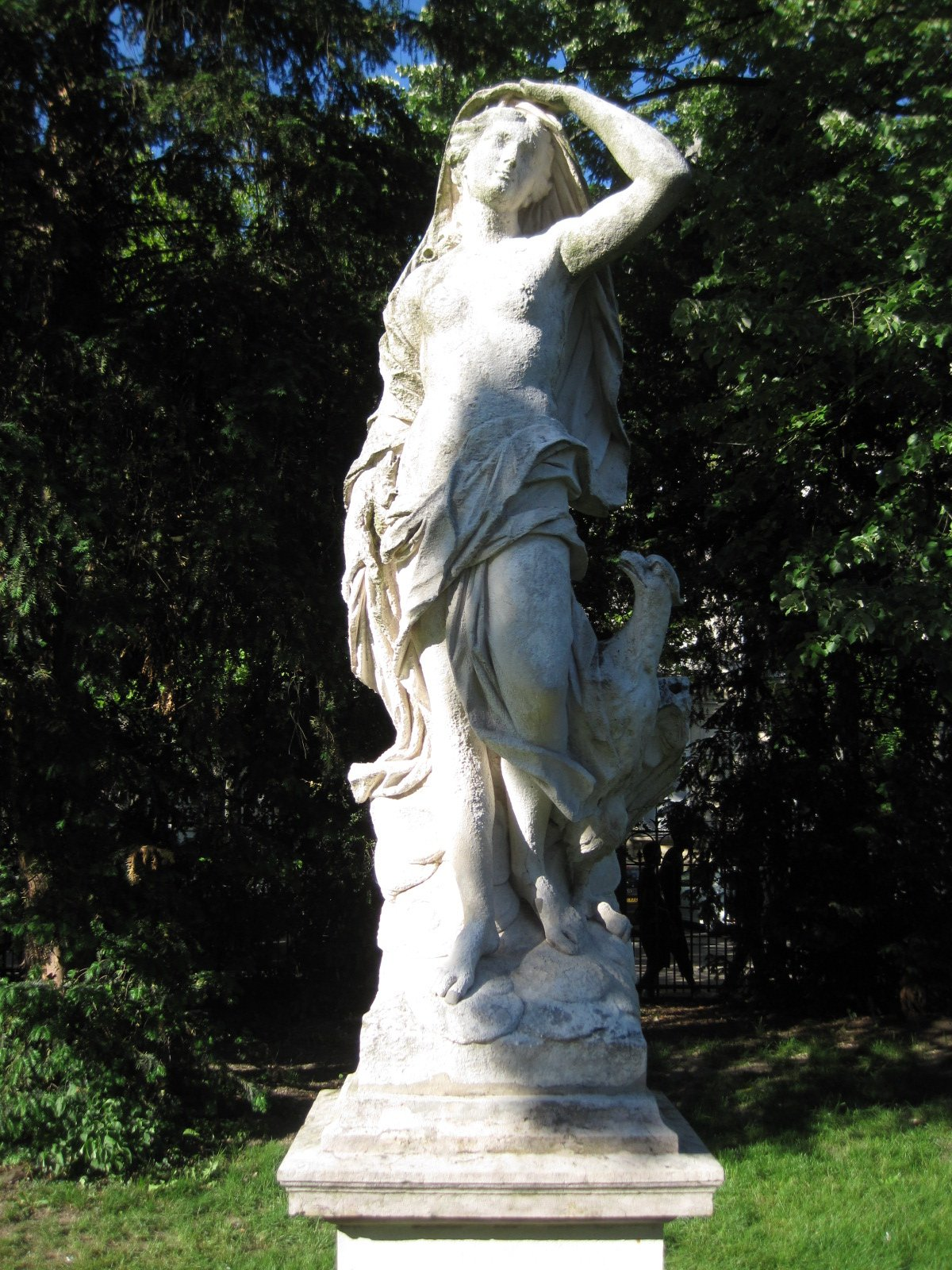
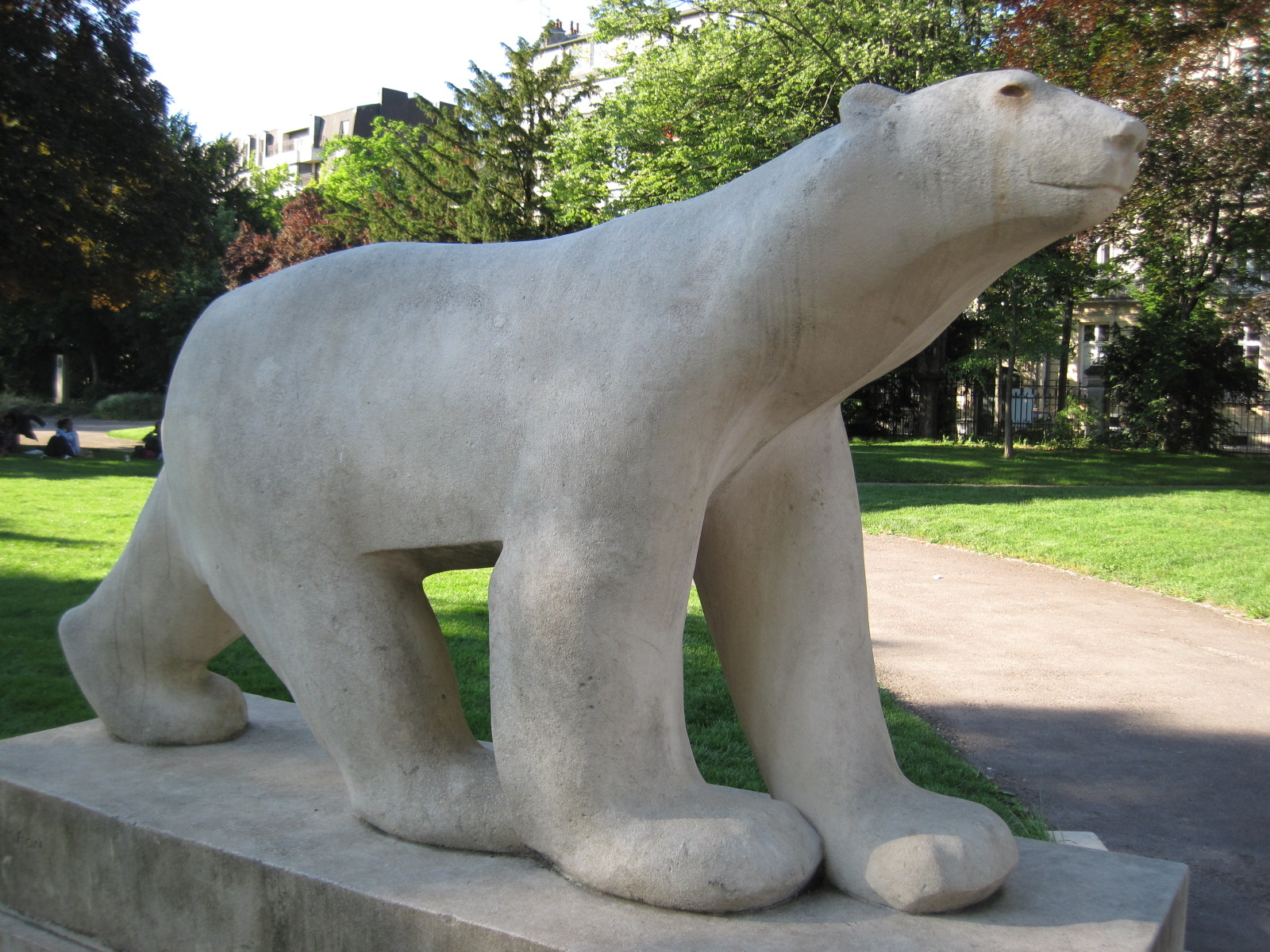
Ours blanc de François Pompon
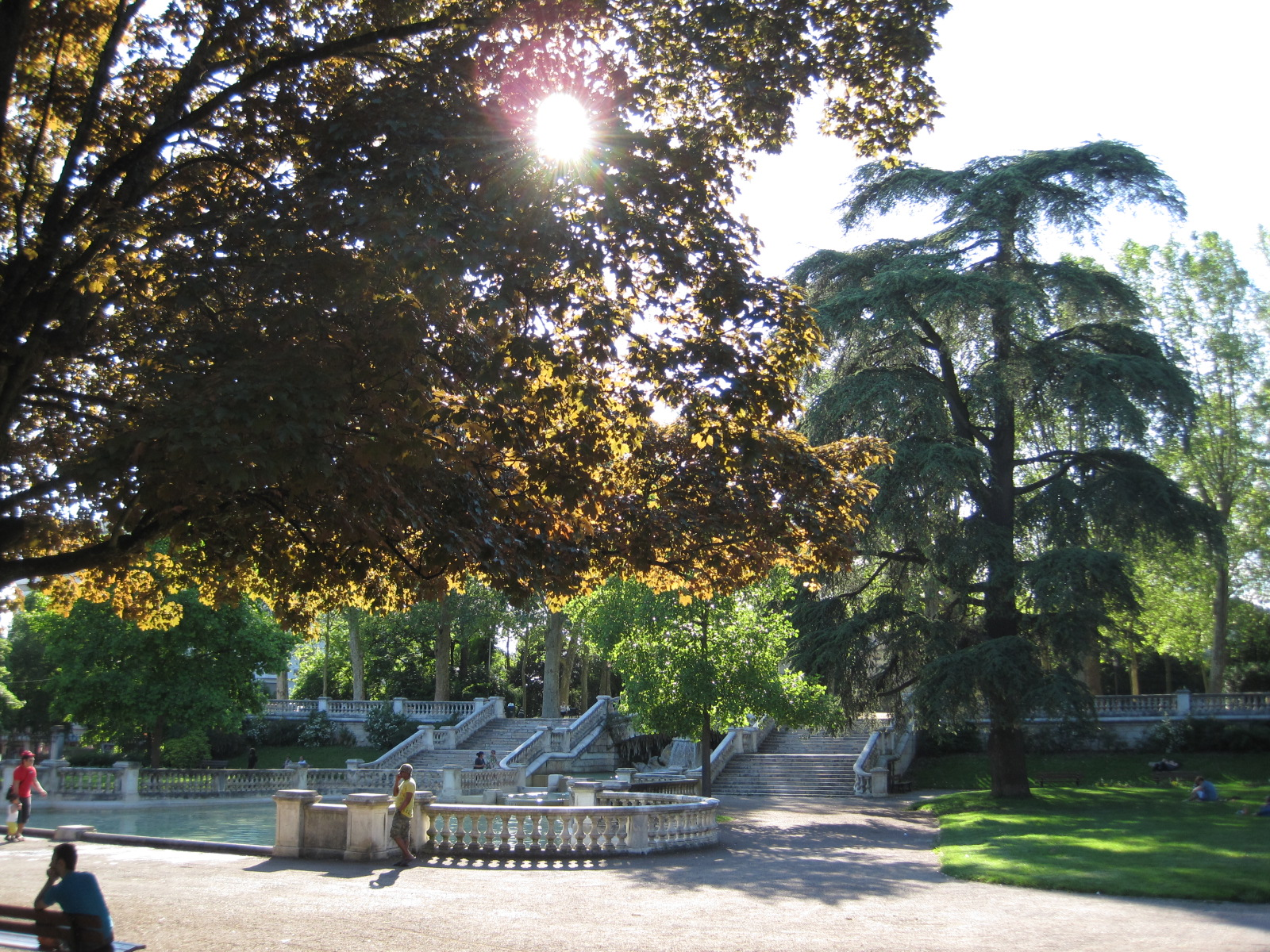

## Réservoir d'eau

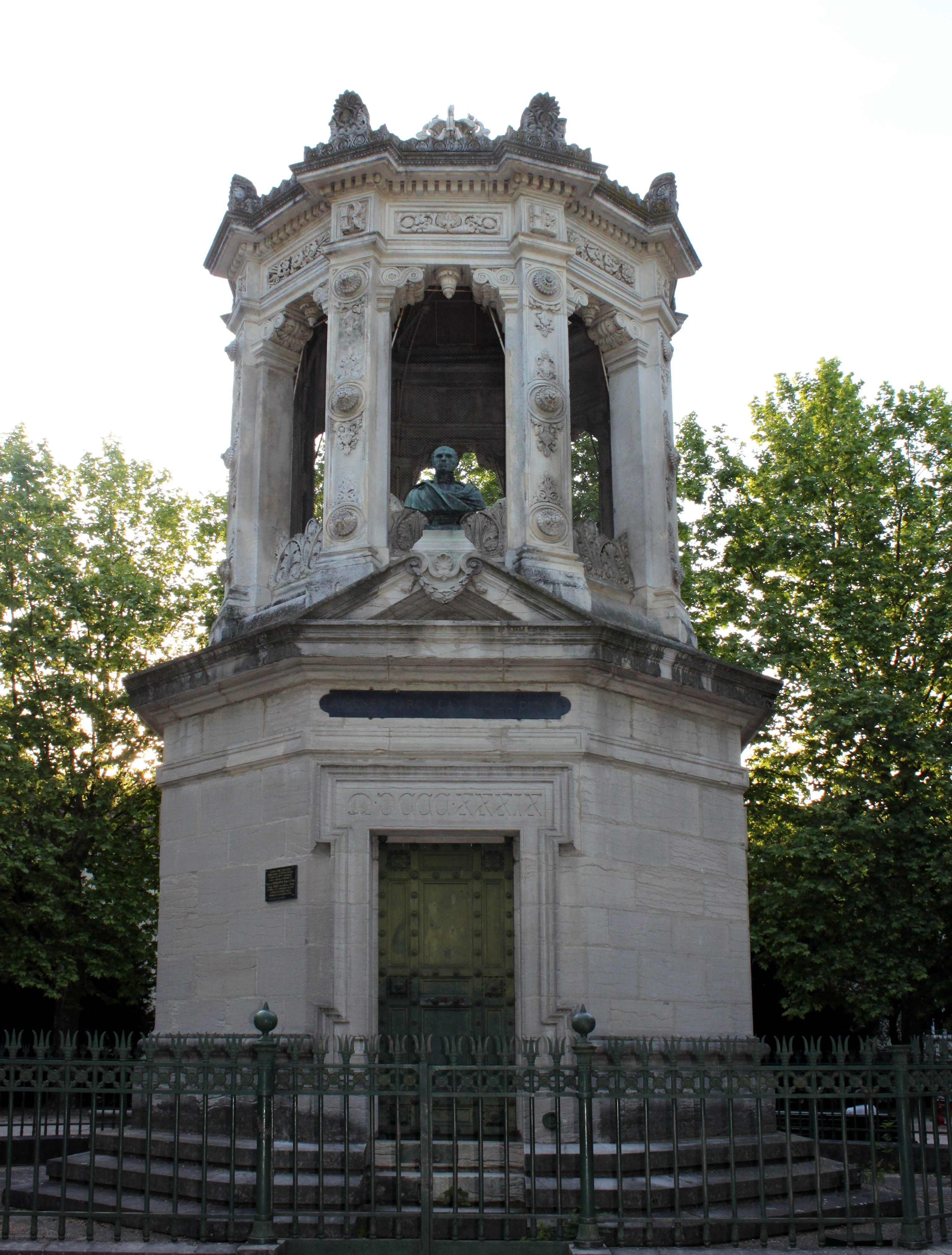
Monument-gloriette et buste d'Henry Darcy, de l'entrée du réservoir, au centre du jardin Darcy.

Vue panoramique du réservoir souterrain du jardin Darcy

En 1838 l'hydraulicien dijonnais Henry Darcy conçoit sur ce lieu le « réservoir de la porte Guillaume ». Un important réservoir d’eau potable souterrain de 2 300 m³ (28 m de diamètre et 350 000 litres d’eau quotidiens) pour alimenter en eau courante 142 fontaines réparties dans Dijon, pour les 29 000 habitants de l'époque. Le réservoir est alimenté par un aqueduc souterrain de 12 km relié à la source du Rosoir de la haute vallée du Suzon avec un débit de 7000 à 8000 litres d'eau par minute (le tout étant également relié au bassin d'eau de la place Wilson de Dijon),. Ce projet monumental fait de Dijon l’une des premières villes à posséder l’eau courante avec Rome et contribue grandement au développement de la ville et à la santé de ses habitants,,,,.
Depuis la construction du tramway de Dijon, le réservoir est utilisé pour stocker les eaux de drainage du parking de la Trémouille. Cette eau sert à l'arrosage des espaces gazonnés du tramway et des plantations du jardin botanique de l'Arquebuse.

## Cinéma
- 1966 : La Seconde Vérité, de Christian-Jaque, avec Michèle Mercier et Robert Hossein, tourné a Dijon, dont une scène au jardin Darcy.